# Фесенко Надія Михайлівна
Фесенко Надія Михайлівна (*9 квітня 1929, Гадяч — †11 листопада 1990) — українська письменниця, перекладач, мовознавець, педагог. Псевдонім — Надія Хмара.

## З біографії
Народилася 9 квітня 1929 року у місті Гадяч на Полтавщині в родині економіста. Навчалася в Гадяцькій середній школі № 1, проте не встигла її закінчити. У 1943 році разом із батьками виїхала до Німеччини. У Новому Ульмі закінчила українську гімназію (1947), потім навчалася в Інституті живих мов (місто Авґсбурґ). У 1950 році переїхала до США, закінчила бізнес-коледж у Х'юстоні. Працювала секретарем у відділі закордонної торгівлі. У 1978 році закінчила Іллінойський університет, здобула ступінь магістра. Викладала в українських школах у Чикаго. Захистила докторську дисертацію з мовознавства. Автор віршів, оповідань.
Померла 11 листопада 1990 року.